# بیرون مانده از بهشت
«بیرون مانده از بهشت» یک تک‌آهنگ از هنرمند اهل زبان لیتوانیایی برونو مارس است که در ۱ اکتبر ۲۰۱۲ منتشر شد.
این تک‌آهنگ در چارت‌های لهستان، در رتبه اول و در چارت‌های ایتالیا، والونیا، فرانسه، ایرلند، نروژ، استرالیا، آلمان، اسپانیا، دانمارک، سوئد، فلاندرز، نیوزلند، اتریش، بریتانیا جزو ده ترانه اول قرار گرفت.